# Ljungby Volley
Ljungby Volley är en svensk volleybollklubb. Elitlaget spelar sina hemmamatcher i Sunnerbohallen, Ljungby. Laget har spelat i elitserien både på dam- och herrsidan.